# 2019–2020-as angol labdarúgó-bajnokság (másodosztály)
A 2019–2020-as angol labdarúgó-bajnokság másodosztályát (szponzorált néven Sky Bet Championship) 24 csapat részvételével rendezték meg. Ez volt a 16. kiírása a bajnokságnak ezen a néven és a 28. a lebonyolítási formátumát tekintve. A bajnoki címet a Leeds United szerezte meg, amely tizenhat év után jutott vissza a Premier League-be.

## Változások az előző idényhez képest
A Championshipből feljutott a Premier League-be
- Norwich City
- Sheffield United
- Aston Villa

A Championshipből kiesett a League One-ba
- Rotherham United
- Bolton Wanderers
- Ipswich Town

A Championshipbe kiesett a Premier League-ből
- Cardiff City
- Fulham
- Huddersfield Town

A Championshipbe feljutott a League One-ból
- Luton Town
- Barnsley
- Charlton Athletic

## Résztvevő csapatok
| Csapat               | Székhely                  | Stadion              | Befogadóképesség |
| -------------------- | ------------------------- | -------------------- | ---------------- |
| Barnsley             | Barnsley                  | Oakwell              | 23,287           |
| Birmingham City      | Birmingham                | St Andrew's          | 30,015           |
| Blackburn Rovers     | Blackburn                 | Ewood Park           | 31,367           |
| Brentford            | London (Brentford)        | Griffin Park         | 12,300           |
| Bristol City         | Bristol                   | Ashton Gate          | 27,000           |
| Cardiff City         | Cardiff                   | Cardiff City Stadion | 33,316           |
| Charlton Athletic    | London (Charlton)         | The Valley           | 27,111           |
| Derby County         | Derby                     | Pride Park Stadion   | 33,600           |
| Fulham               | London (Fulham)           | Craven Cottage       | 19,000           |
| Huddersfield Town    | Huddersfield              | Kirklees Stadium     | 24,500           |
| Hull City            | Kingston upon Hull        | KCOM Stadion         | 25,400           |
| Leeds United         | Leeds                     | Elland Road          | 37,890           |
| Luton Town           | Luton                     | Kenilworth Road      | 10,336           |
| Middlesbrough        | Middlesbrough             | Riverside Stadion    | 34,000           |
| Millwall             | London (South Bermondsey) | The Den              | 20,146           |
| Nottingham Forest    | West Bridgford            | City Ground          | 30,445           |
| Preston North End    | Preston                   | Deepdale             | 23,408           |
| Queens Park Rangers  | London (White City)       | Loftus Road          | 18,439           |
| Reading              | Reading                   | Madejski Stadion     | 24,161           |
| Sheffield Wednesday  | Sheffield                 | Hillsborough Stadion | 39,752           |
| Stoke City           | Stoke-on-Trent            | bet365 Stadion       | 30,089           |
| Swansea City         | Swansea                   | Liberty Stadion      | 21,088           |
| West Bromwich Albion | West Bromwich             | The Hawthorns        | 26,850           |
| Wigan Athletic       | Wigan                     | DW Stadiion          | 25,133           |

## Csapatok adatai
| Csapat               | Menedzser              | Csapatkapitány        | Mezgyártó     | Főszponzor                                                                                       |
| -------------------- | ---------------------- | --------------------- | ------------- | ------------------------------------------------------------------------------------------------ |
| Barnsley             | Daniel Stendel         | Mike-Steven Bähre     | Puma          | C.K. Beckett                                                                                     |
| Birmingham City      | Pep Clotet (megbízott) | Harlee Dean           | Adidas        | BoyleSports                                                                                      |
| Blackburn Rovers     | Tony Mowbray           | Elliott Bennett       | Umbro         | 10Bet                                                                                            |
| Brentford            | Thomas Frank           | Pontus Jansson        | Umbro         | EcoWorld                                                                                         |
| Bristol City         | Lee Johnson            | Bailey Wright         | Bristol Sport | Dunder                                                                                           |
| Cardiff City         | Neil Warnock           | Sean Morrison         | Adidas        | Tourism Malaysia                                                                                 |
| Charlton Athletic    | Lee Bowyer             | Chris Solly           | Hummel        | Children with Cancer UK                                                                          |
| Derby County         | Phillip Cocu           | Richard Keogh         | Umbro         | 32Red                                                                                            |
| Fulham               | Scott Parker           | Tom Cairney           | Adidas        | Dafabet                                                                                          |
| Huddersfield Town    | Jan Siewert            | Christopher Schindler | Umbro         | Paddy Power (unbranded)                                                                          |
| Hull City            | Grant McCann           | Eric Lichaj           | Umbro         | SportPesa                                                                                        |
| Leeds United         | Marcelo Bielsa         | Liam Cooper           | Kappa         | 32Red                                                                                            |
| Luton Town           | Graeme Jones           | Alan Sheehan          | Puma          | Indigo Residential (hazai-), Star Platforms (vendég-), Northern Gas & Power (harmadik számú mez) |
| Middlesbrough        | Jonathan Woodgate      | George Friend         | Hummel        | 32Red                                                                                            |
| Millwall             | Neil Harris            | Alex Pearce           | Macron        | Huski Chocolate                                                                                  |
| Nottingham Forest    | Sabri Lamouchi         | Michael Dawson        | Macron        | Football Index                                                                                   |
| Preston North End    | Alex Neil              | Tom Clarke            | Nike          | 32Red                                                                                            |
| Queens Park Rangers  | Mark Warburton         | Grant Hall            | Errea         | Royal Panda                                                                                      |
| Reading              | José Gomes             | Liam Moore            | Macron        | Casumo                                                                                           |
| Sheffield Wednesday  | Lee Bullen (megbízott) | Tom Lees              | Elev8         | Chansiri                                                                                         |
| Stoke City           | Nathan Jones           | Ryan Shawcross        | Macron        | bet365                                                                                           |
| Swansea City         | Steve Cooper           | Matt Grimes           | Joma          | YOBET, Swansea University (A mez hátsó felén található reklámjuk, illetve az edzőfelszerelésen)  |
| West Bromwich Albion | Slaven Bilić           | Chris Brunt           | Puma          | Ideal Boilers                                                                                    |
| Wigan Athletic       | Paul Cook              | Sam Morsy             | Puma          | KB88                                                                                             |

## Vezetőedző váltások
| Csapat               | Távozott vezetőedző | A távozás módja                            | A távozás ideje     | Helyezés a tabellán    | Érkezett vezetőedző | A kinevezés ideje   |
| -------------------- | ------------------- | ------------------------------------------ | ------------------- | ---------------------- | ------------------- | ------------------- |
| Luton Town           | Mick Harford        | Megszűnt az ideiglenes kinevezése          | 2019. május 4.      | A szezon kezdete előtt | Graeme Jones        | 2019. május 7.      |
| Queens Park Rangers  | John Eustace        | Megszűnt az ideiglenes kinevezése          | 2019. május 5.      | A szezon kezdete előtt | Mark Warburton      | 2019. május 8.      |
| West Bromwich Albion | James Shan          | Megszűnt az ideiglenes kinevezése          | 2019. május 14.     | A szezon kezdete előtt | Slaven Bilić        | 2019. június 13.    |
| Middlesbrough        | Tony Pulis          | Lejárt a szerződése                        | 2019. május 17.     | A szezon kezdete előtt | Jonathan Woodgate   | 2019. június 14.    |
| Swansea City         | Graham Potter       | A Brighton & Hove Albion vezetőedzője lett | 2019. május 20.     | A szezon kezdete előtt | Steve Cooper        | 2019. június 13.    |
| Hull City            | Nigel Adkins        | Lejárt a szerződése                        | 2019. június 8.     | A szezon kezdete előtt | Grant McCann        | 2019. június 21.    |
| Birmingham City      | Garry Monk          | Menesztették                               | 2019. június 18.    | A szezon kezdete előtt | Pep Clotet          | 2019. június 20.    |
| Nottingham Forest    | Martin O’Neill      | Menesztették                               | 28 June 2019        | A szezon kezdete előtt | Sabri Lamouchi      | 2019. június 28.    |
| Derby County         | Frank Lampard       | A Chelsea vezetőedzője lett                | 2019. július 4.     | A szezon kezdete előtt | Phillip Cocu        | 2019. július 5.     |
| Sheffield Wednesday  | Steve Bruce         | Lemondott                                  | 2019. július 15.    | A szezon kezdete előtt | Lee Bullen          | 2019. július 15.    |
| Huddersfield Town    | Jan Siewert         | Menesztették                               | 2019. augusztus 16. | 20.                    | Danny Cowley        | 9 September 2019    |
| Millwall             | Neil Harris         | Lemondott                                  | 2019. október 3.    | 18.                    | Gary Rowett         | 2019. október 31.   |
| Barnsley             | Daniel Stendel      | Menesztették                               | 2019. október 8.    | 23.                    | Gerhard Struber     | 2019. november 20.  |
| Reading              | José Gomes          | Menesztették                               | 2019. október 9.    | 22.                    | Mark Bowen          | 2019. október 14.   |
| Stoke City           | Nathan Jones        | Menesztették                               | 2019. november 1.   | 24.                    | Michael O’Neill     | 2019. november 8.   |
| Cardiff City         | Neil Warnock        | Közös megegyezéssel                        | 2019. november 11.  | 14.                    | Neil Harris         | 2019. november 16.  |
| Luton Town           | Graeme Jones        | Közös megegyezéssel                        | 2020. április 24.   | 23.                    | Nathan Jones        | 2020. május 28.     |
| Middlesbrough        | Jonathan Woodgate   | Menesztették                               | 2020. június 23.    | 21.                    | Neil Warnock        | 2020. június 23.    |
| Bristol City         | Lee Johnson         | Menesztették                               | 2020. július 4.     | 12.                    | Dean Holden         | 2020. augusztus 10. |
| Birmingham City      | Pep Clotet          | Közös megegyezéssel                        | 2020. július 8.     | 17.                    | Aitor Karanka       | 2020. július 31.    |
| Huddersfield Town    | Danny Cowley        | Menesztették                               | 2020. július 19.    | 18.                    | Carlos Corberán     | 2020. július 23.    |

## A koronavírus-járvány hatása a bajnokságra
2020. március 13-án a bajnokságot beszüntették a koronavírus-járvány miatt. Kezdetben a felfüggyesztés április 4-ig szólt, ezt később meghosszabbították április végéig. Május 13-án a klubok vezetői közösen úgy határoztak, hogy folytatják a bajnokságot, az edzések megkezdését pedig május végére tűzték ki.
Májusban 1014 vírustesztet hajtottak végre a bajnokság csapatainak játékosain és az edzői stáb tagjain, ezeket pedig a klubok finanszírozták. Pozitiv esetet kettőt regisztráltak, mindkettőt a Hull City csapatánál. Később Elliott Bennett, a Blackburn Rovers munkatársa is pozitív mintát adott, csakúgy, mint két meg nem nevezett Fulham-játékos. Május 31-én az English Football League kijelentette, hogy június 20-án újraindítja a bajnokságot, a rájátszás döntőjét pedig július 30-ára tervezik, a biztonsági követelmények és a kormány jóváhagyásának betartása mellett.
Júniusban újabb pozitiv esetekről számolt be a sajtó, ebben a hónapban négy nap alatt 1179 mintavételre került sor, a pozitiv eseteket produkáló személyeket pedig izolálni kellett a liga előírásának megfelelően. Az újrakezdést követő első mérkőzést június 20-ra tűzték ki, az első mérkőzést a Fulham a Brentford ellen játszotta.

## Tabella
| Hely. | Csapat                   | M  | Gy | D  | V  | G+ | G– | Gk  | P  | Feljutás, továbbjutás vagy kiesés |
| ----- | ------------------------ | -- | -- | -- | -- | -- | -- | --- | -- | --------------------------------- |
| 1.    | Leeds United (B)         | 46 | 28 | 9  | 9  | 77 | 35 | +42 | 93 | Feljutott a Premier League-be     |
| 2.    | West Bromwich Albion (P) | 46 | 22 | 17 | 7  | 77 | 45 | +32 | 83 | Feljutott a Premier League-be     |
| 3.    | Brentford                | 46 | 24 | 9  | 13 | 80 | 38 | +42 | 81 | Bejutott a rájátszásba            |
| 4.    | Fulham (O, P)            | 46 | 23 | 12 | 11 | 64 | 48 | +16 | 81 | Bejutott a rájátszásba            |
| 5.    | Cardiff City             | 46 | 19 | 16 | 11 | 68 | 58 | +10 | 73 | Bejutott a rájátszásba            |
| 6.    | Swansea City             | 46 | 18 | 16 | 12 | 62 | 53 | +9  | 70 | Bejutott a rájátszásba            |
| 7.    | Nottingham Forest        | 46 | 18 | 16 | 12 | 58 | 50 | +8  | 70 |                                   |
| 8.    | Millwall                 | 46 | 17 | 17 | 12 | 57 | 51 | +6  | 68 |                                   |
| 9.    | Preston North End        | 46 | 18 | 12 | 16 | 59 | 54 | +5  | 66 |                                   |
| 10.   | Derby County             | 46 | 17 | 13 | 16 | 62 | 64 | −2  | 64 |                                   |
| 11.   | Blackburn Rovers         | 46 | 17 | 12 | 17 | 66 | 63 | +3  | 63 |                                   |
| 12.   | Bristol City             | 46 | 17 | 12 | 17 | 60 | 65 | −5  | 63 |                                   |
| 13.   | Queens Park Rangers      | 46 | 16 | 10 | 20 | 67 | 76 | −9  | 58 |                                   |
| 14.   | Reading                  | 46 | 15 | 11 | 20 | 59 | 58 | +1  | 56 |                                   |
| 15.   | Stoke City               | 46 | 16 | 8  | 22 | 62 | 68 | −6  | 56 |                                   |
| 16.   | Sheffield Wednesday      | 46 | 15 | 11 | 20 | 58 | 66 | −8  | 56 |                                   |
| 17.   | Middlesbrough            | 46 | 13 | 14 | 19 | 48 | 61 | −13 | 53 |                                   |
| 18.   | Huddersfield Town        | 46 | 13 | 12 | 21 | 52 | 70 | −18 | 51 |                                   |
| 19.   | Luton Town               | 46 | 14 | 9  | 23 | 54 | 82 | −28 | 51 |                                   |
| 20.   | Birmingham City          | 46 | 12 | 14 | 20 | 54 | 75 | −21 | 50 |                                   |
| 21.   | Barnsley                 | 46 | 12 | 13 | 21 | 49 | 69 | −20 | 49 |                                   |
| 22.   | Charlton Athletic (K)    | 46 | 12 | 12 | 22 | 50 | 65 | −15 | 48 | Kiesett az EFL League One-be      |
| 23.   | Wigan Athletic (K)       | 46 | 15 | 14 | 17 | 57 | 56 | +1  | 47 | Kiesett az EFL League One-be      |
| 24.   | Hull City (K)            | 46 | 12 | 9  | 25 | 57 | 87 | −30 | 45 | Kiesett az EFL League One-be      |

1. ↑  A Wigan Athletic fizetésképtelenné vált a koronavírus-járvány után, az Angol Futball-liga (EFL) pedig 12 pontos büntetéssel sújtotta.[69]

## Statisztika

### Góllövőlista
| Helyezés | Játékos             | Klub                               | Gólok száma |
| -------- | ------------------- | ---------------------------------- | ----------- |
| 1        | Aleksandar Mitrović | Fulham                             | 26          |
| 1        | Ollie Watkins       | Brentford                          | 26          |
| 3        | Lewis Grabban       | Nottingham Forest                  | 20          |
| 4        | Karlan Grant        | Huddersfield Town                  | 19          |
| 5        | Nahki Wells         | Queens Park Rangers / Bristol City | 18          |
| 6        | Szaíd Benráhma      | Brentford                          | 17          |
| 7        | Adam Armstrong      | Blackburn Rovers                   | 16          |
| 7        | Patrick Bamford     | Leeds United                       | 16          |
| 7        | Jarrod Bowen        | Hull City                          | 16          |
| 10       | André Ayew          | Swansea City                       | 15          |
| 10       | Lukas Jutkiewicz    | Birmingham City                    | 15          |
| 10       | Bryan Mbeumo        | Brentford                          | 15          |

### Legtöbb gólpassz
| Helyezés | Játékos             | Klub                 | Gólpassz |
| -------- | ------------------- | -------------------- | -------- |
| 1        | Matheus Pereira     | West Bromwich Albion | 16       |
| 2        | Jed Wallace         | Millwall             | 13       |
| 3        | Niclas Eliasson     | Bristol City         | 12       |
| 4        | John Swift          | Reading              | 10       |
| 4        | Lee Tomlin          | Cardiff City         | 10       |
| 6        | Jacob Brown         | Barnsley             | 9        |
| 6        | Pablo Hernández     | Leeds                | 9        |
| 8        | Sammy Ameobi        | Nottingham Forest    | 8        |
| 8        | Barry Bannan        | Sheffield Wednesday  | 8        |
| 8        | Szaíd Benráhma      | Brentford            | 8        |
| 8        | Stewart Downing     | Blackburn Rovers     | 8        |
| 8        | Eberechi Eze        | Queens Park Rangers  | 8        |
| 8        | Conor Gallagher     | Swansea              | 8        |
| 8        | Kamil Grosicki      | West Bromwich Albion | 8        |
| 8        | Jack Harrison       | Leeds                | 8        |
| 8        | Joe Lolley          | Nottingham Forest    | 8        |
| 8        | Alex Mowatt         | Barnsley             | 8        |
| 8        | Bright Osayi-Samuel | Queens Park Rangers  | 8        |

### Mesterhármasok
| Játékos             | Csapat              | Ellenfél            | Végeredmény | Dátum                | Forrás |
| ------------------- | ------------------- | ------------------- | ----------- | -------------------- | ------ |
| Ollie Watkins       | Brentford           | Barnsley            | 3–1 (V)     | 2019. szeptember 29. | [ 72 ] |
| Aleksandar Mitrović | Fulham              | Luton Town          | 3–2 (H)     | 2019. október 23.    | [ 73 ] |
| Joe Ralls           | Cardiff City        | Birmingham City     | 4–2 (H)     | 2019. november 2.    | [ 74 ] |
| Josh Dasilva        | Brentford           | Luton Town          | 7–0 (H)     | 2019. november 30.   | [ 75 ] |
| George Pușcaș       | Reading             | Wigan Athletic      | 3–1 (V)     | 2019. november 30.   | [ 76 ] |
| Conor Chaplin       | Barnsley            | Queens Park Rangers | 5–3 (H)     | 2019. december 14.   | [ 77 ] |
| Jordan Rhodes       | Sheffield Wednesday | Nottingham Forest   | 4–0 (V)     | 2019. december 14.   | [ 78 ] |
| Nahki Wells         | Queens Park Rangers | Cardiff City        | 6–1 (H)     | 2020. január 1.      | [ 79 ] |
| Szaíd Benráhma      | Brentford           | Hull City           | 5–1 (V)     | 2020. február 1.     | [ 80 ] |
| Matt Smith          | Millwall            | Nottingham Forest   | 3–0 (V)     | 2020. március 6.     | [ 81 ] |
| Louie Sibley        | Derby County        | Millwall            | 3–2 (V)     | 2020. június 20.     | [ 82 ] |
| Yakou Méïté         | Reading             | Luton Town          | 5–0 (V)     | 2020. július 4.      | [ 83 ] |
| Szaíd Benráhma      | Brentford           | Wigan Athletic      | 3–0 (H)     | 2020. július 4.      | [ 84 ] |
| Kieran Dowell       | Wigan Athletic      | Hull City           | 8–0 (H)     | 2020. július 14.     | [ 85 ] |

## Díjak
| Hónap      | A hónap menedzsere | A hónap menedzsere   | A hónap játékosa    | A hónap játékosa    | Forrás        |
| Hónap      | Menedzser          | Klub                 | Játékos             | Klub                | Forrás        |
| ---------- | ------------------ | -------------------- | ------------------- | ------------------- | ------------- |
| Augusztus  | Steve Cooper       | Swansea City         | Daniel Johnson      | Preston North End   | [ 86 ]        |
| Szeptember | Sabri Lamouchi     | Nottingham Forest    | Chey Dunkley        | Wigan Athletic      | [ 87 ]        |
| Október    | Danny Cowley       | Huddersfield Town    | Aleksandar Mitrović | Fulham              | [ 88 ]        |
| November   | Marcelo Bielsa     | Leeds United         | Jarrod Bowen        | Hull City           | [ 89 ] [ 90 ] |
| December   | Jonathan Woodgate  | Middlesbrough        | Conor Chaplin       | Barnsley            | [ 91 ]        |
| Január     | Sabri Lamouchi     | Nottingham Forest    | Nahki Wells         | Queens Park Rangers | [ 92 ]        |
| February   | Slaven Bilić       | West Bromwich Albion | Scott Hogan         | Birmingham City     | [ 93 ]        |
| Június     | Thomas Frank       | Brentford            | Jason Pearce        | Charlton Athletic   | [ 94 ]        |
| Július     | Marcelo Bielsa     | Leeds United         | Szaíd Benráhma      | Brentford           | [ 95 ] [ 96 ] |